# Kao Miura
Kao Miura (jap. 三浦 佳生 Miura Kao; * 8. Juni 2005 in Tokio) ist ein japanischer Eiskunstläufer, der im Einzellauf antritt. Er ist der Vier-Kontinente-Meister und der Junioren-Weltmeister des Jahres 2023.

## Sportliche Karriere
Miura begann 2009 mit dem Eiskunstlauf. 2020 gewann er die Silbermedaille, 2021 die Goldmedaille bei den Japanischen Juniorenmeisterschaften. In diesen Jahren nahm er auch erstmals an den nationalen Meisterschaften der Erwachsenen teil, wo er den 7. bzw. 4. Platz erreichte, sowie an der NHK Trophy, wo er den 6. bzw. 8. Platz belegte.
2022 gewann Miura bei seiner ersten Teilnahme an den Vier-Kontinente-Meisterschaften die Bronzemedaille. Im weiteren Verlauf der Saison litt er an den Folgen einer Verletzung: Für die Weltmeisterschaften 2022 war Miura als erster Nachrücker benannt, musste jedoch – nachdem Yuzuru Hanyū seine Teilnahme abgesagt hatte – ebenfalls auf die Teilnahme verzichten und wurde durch Kazuki Tomono ersetzt. Bei den Juniorenweltmeisterschaften 2022 hatte er als einer der Favoriten gegolten, erreichte aber wegen eines Sturzes im Kurzprogramm und zahlreicher weiterer Fehler insgesamt nur den 13. Platz.
2022 erhielt Miura erstmals zwei Einladungen in die ISU-Grand-Prix-Serie. Bei Skate America gelangen ihm mit beiden Programmen persönliche Bestleistungen. Er führte nach dem Kurzprogramm drei Plätze vor dem Favoriten Ilia Malinin und gewann insgesamt die Silbermedaille. Bei Skate Canada gewann er eine weitere Silbermedaille. Damit war er für das Finale qualifiziert, in dem er den 5. Platz erreichte. Mit einer neuen persönlichen Bestleistung gewann er die Goldmedaille bei den Vier-Kontinente-Meisterschaften 2023 und beendete die Saison mit einer weiteren Goldmedaille bei den Juniorenweltmeisterschaften.

## Ergebnisse
| Meisterschaft / Saison                                         | 2017/18 | 2018/19 | 2019/20 | 2020/21 | 2021/22 | 2022/23       | 2023/24 |
| -------------------------------------------------------------- | ------- | ------- | ------- | ------- | ------- | ------------- | ------- |
| Weltmeisterschaften                                            |         |         |         |         | Z       |               |         |
| Vier-Kontinente-Meisterschaften                                |         |         |         |         | 3.      | 1.            |         |
| Japanische Meisterschaften                                     |         |         |         | 7.      | 4.      | 6.            | 4.      |
| Grand-Prix-Wettbewerb / Saison                                 | 2017/18 | 2018/19 | 2019/20 | 2020/21 | 2021/22 | 2022/23       | 2023/24 |
| Grand-Prix-Finale                                              |         |         |         |         |         | 5.            |         |
| Grand Prix Espoo                                               |         |         |         |         |         |               | 1.      |
| NHK Trophy                                                     |         |         |         | 6.      | 8.      |               |         |
| Skate America                                                  |         |         |         |         |         | 2.            |         |
| Skate Canada                                                   |         |         |         |         |         | 2.            | 2.      |
| Teamwettbewerb / Saison                                        | 2017/18 | 2018/19 | 2019/20 | 2020/21 | 2021/22 | 2022/23       | 2023/24 |
| Japan Open                                                     |         |         |         |         |         | 1. (T) 3. (P) |         |
| Juniorenwettbewerb / Saison                                    | 2017/18 | 2018/19 | 2019/20 | 2020/21 | 2021/22 | 2022/23       | 2023/24 |
| Juniorenweltmeisterschaften                                    |         |         |         |         | 13.     | 1.            |         |
| Junior Grand Prix Lettland                                     |         |         | 7.      |         |         |               |         |
| Japanische Juniorenmeisterschaften                             | 13.     | 8.      | 8.      | 2.      | 1.      |               |         |
| Z = zurückgezogen; T = Teamergebnis; P = persönliches Ergebnis |         |         |         |         |         |               |         |